# Athemistus maculatus
Athemistus maculatus là một loài bọ cánh cứng trong họ Cerambycidae.